# 운명에서 시작되는 사랑 -You are my Destiny-
《운명에서 시작되는 사랑 -You are my Destiny-》(일본어: 運命から始まる恋 -You are my Destiny-)는 2020년 2월 12일부터 후지 TV 온 디맨드와 대만의 YOUKU에서 공개되고 있는 일본의 드라마이다.
대만에서 방송된 《명중주정아애니》가 원작이다. 

### 등장 인물
- 타키모토 미오리 : 사토 아야(佐藤彩) 역
- 키즈 타쿠미 : 이치죠 케이(一条慶) 역
- 토키토 유키 : 오카모토 하야토(岡本隼人) 역
- 이시카와 렌 : 시라이시 안나(白石杏奈) 역
- 노로 카요
- 안도 세이
- 야마가미 켄지
- 타케모리 센토
- 나카지마 쇼코
- 나카바야시 타이키
- 타지마 레이코

## 음악

### 주제가
- ONE N' ONLY - My Love

### 삽입곡
- ONE N' ONLY feat. JUNE - Destiny
- ONE N' ONLY feat. K - もっと大きな愛で包み込むから… / 좀 더 큰 사랑으로 감싸줄테니...

## 같이 보기
- 명중주정아애니 - 원작 드라마
- 운명처럼 널 사랑해 - 한국판 드라마